# Cephalodiscus dodecalophus
Cephalodiscus dodecalophus är en djurart som tillhör fylumet svalgsträngsdjur, och som beskrevs av McIntosh 1882. Cephalodiscus dodecalophus ingår i släktet Cephalodiscus och familjen Cephalodiscidae.
Artens utbredningsområde är Södra Ishavet. Inga underarter finns listade i Catalogue of Life.